# بركان رنسون
بركان رنسون أو رينسون دي لا فييخا (بالإسبانية: Rincón de la Vieja) هو بركان متعدد الفوهات في شمال غرب كوستاريكا.

## التضاريس
يقع بركان رينسون في منتزه رينسون دي لا فييخا الوطني، ويبعد نحو 25 كيلومتر عن مدينة «ليبيريا» في ولاية «غواناكاستي». يبلغ ارتفاع البركان نحو 1920 متر وقد تحولت فوهته على ارتفاع 1800 متر إلى بحيرة ماء حمضي. يبلغ قطر البحيرة 250 متر وهي منخفضة عن قمة البركان بنحو 100 متر.
تبلغ درجة حرارة البركان عن القمة نحو 90 درجة مئوية. وعندما نشط البركان في عام 1995 انشقت البحيرة وانهدرت كهدير كاسح على طول 18 كيلومتر. وأثناء نشاطه الذي تلى في عام 1998 انهدرت منه أيضا كميات هائلة من المياه الحمضية محملة بالطين وصخور ساخنة مشتعلة وشقت طريقها إلى أسفل بطول 18 كيلومتر، مما تسبب في دمار مزارع وطرق وجسور.
توجد للبركان عدة فوهات أصغر متراصة في شكل قوس على الناحية الشمالية الشرقية للبركان وممتدة إلى الجنوب الغربي. كان آخر نشاط لبركان رينسون في 22 سبتمبر 2011.
بالإضافة إلى بركان رينسون دي لا فييخا يوجد في كوستاريكا 6 براكين أخرى وكلهم نشيطون: بركان بواس، وبركان إيرازو، وميرافاليس وأوروسي، وبركان أرينال، وبركان توريالبا.

## وصلات خارجية
- Rincon de la Vieja, the backbone of Central America
- Costa Rican Vulcanologic and Seismologic Observatory: Rincón de la Vieja
- Complete article about Rincon de la Vieja and the tourist activities in this area
- All About Exploring Rincon de la Vieja - the North and South Sides

## اقرأ أيضا
- بركان